# Bessie Coleman
Bessie Coleman (Atlanta, Texas, 1892. január 26. – Jacksonville, Florida, 1926. április 30.) amerikai pilóta. Ő volt az első afro-amerikai nő, aki megszerezte az USA-ban a repülővezetői engedélyt és az első afro-amerikai nő, aki megszerezte a nemzetközi repülővezetői engedélyt (és amerikai nők között elsőként), légi mutatványaival elkápráztatta a közönséget.

## Család, gyermekkor
Édesanyja néger, édesapja néger-cseroki származású volt.  Bessie Coleman 13 gyermekes családban született tizedik gyerekként. Amikor kétéves lett, a család Texas államba, egy  Waxahachie nevű helyre költözött, ahol Bessie 23 éves koráig lakott. Itt kezdett iskolába járni hatéves korában. Minden nap 6,5 kilométert gyalogolt az iskolába, ami egyetlen teremből állt és szegregált volt. Bessie szeretett olvasni és kiemelkedő diák volt matematikából. Nyolc évig járt ebbe az iskolába. Az iskolába járás, a kórusban szereplés és a templomba járás rutinjához minden évben gyapotszedés is társult. 1901-ben az apa, George Coleman elhagyta a családot és visszatért Oklahomába, az indián területre, „a jobb lehetőségek miatt”. Bessie tizenkét éves korában ösztöndíjasként bekerült a Missionary Baptist Church School nevű iskolába. Amikor tizennyolc éves lett, az összegyűjtött pénzéből beiratkozott az Oklahoma Colored Agricultural and Normal University-be (mai neve Langston University). Csak egy félévet tudott kijárni, mert elfogyott a pénze, és hazatért, vissza Waxahachie-be.

## Repülős pályafutás

### Chicago
1916-ban, 23 éves korában Chicagóba költözött, ahol a fivéreivel lakott. Chicagóban manikűrösként dolgozott a White Sox fodrászüzletben. Ott különféle történeteket hallott a repülésről az első világháborúból visszatért pilótáktól. Másodállást vállalt, hogy gyorsabban keressen pénzt, és hamarabb lehessen pilóta.
Az Egyesült Államokbeli repülőiskolák azonban elzárkóztak attól, hogy egy nő, főleg néger hozzájuk járjon pilótának tanulni. Robert S. Abbott, a Chicago Defender című újság alapítója és kiadója arra bátorította, hogy menjen külföldre tanulni. Coleman pénzügyi támogatást kapott egy Jesse Binga nevű bankártól és a Defender nevű laptól.

### Franciaország

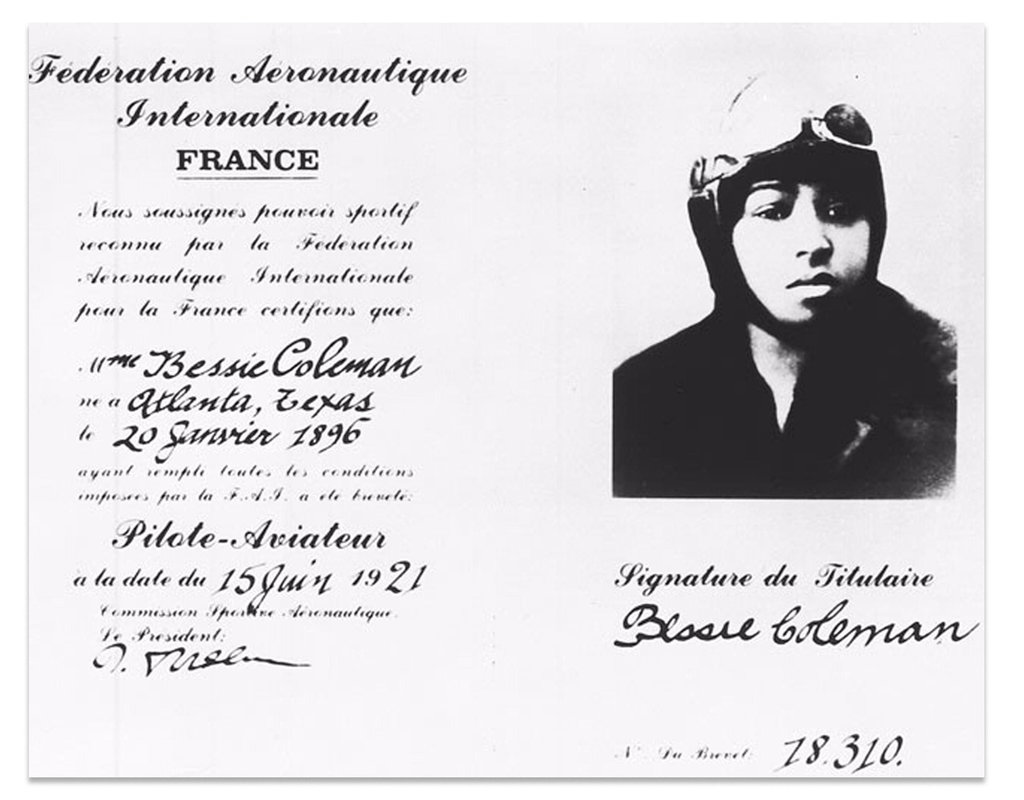
Bessie Coleman nemzetközi repülési igazolványa, amit Franciaországban adtak ki

Bessie Coleman beiratkozott egy francia-nyelvi tanfolyamra a Berlitz Language Schools-nál Chicagóban, majd annak elvégzése után 1920. november 20-án Párizsba utazott, hogy megszerezze a pilótavizsgáját. Egy kétfedelű Nieuport 82 gépen kezdett tanulni, amiben „az irányítórendszer egy függőleges, baseball-ütő vastagságú botból állt a pilóta előtt, és egy vízszintes rúdból a pilóta lábánál”.
1921. június 15-én Bessie Coleman lett az első afro-amerikai nő, aki sikeres pilótavizsgát tett, és az első  afro-amerikai nő, aki megszerezte a nemzetközi pilótaigazolványt. Az engedélyeket a Fédération Aéronautique Internationale adta ki számára. Mivel még szerette volna a tudását fejleszteni, ezután két hónapig repülési leckéket vett egy francia ász-pilótától Párizs közelében. 1921 szeptemberében hajón visszatért az Egyesült Államokba, New Yorkba. Azonnal a média érdeklődési körébe került.

### Légibemutatók
Coleman hamar rájött, hogy ha repülésből szeretne megélni, légibemutatókon kell részt vennie (a kereskedelmi repülés csak jó tíz év múlva indult be). Ezek a bemutatók nyaktörő, látványos kaszkadőr-mutatványokból álltak, amik fizető közönség előtt zajlottak. A piac azonban telített volt, sokan próbáltak ebből pilótaként megélni. Így további pilótaleckéken vett részt, hogy a mutatványai körét bővíteni tudja. Visszatért Chicagóba, de ott senkit sem talált, aki elvállalta volna a tanítását, így 1922 februárjában újból Európába utazott. Két hónapot töltött Franciaországban és ezalatt repülési továbbképző tanfolyamon vett részt. Majd Hollandiába utazott, hogy találkozzon Anthony Fokkerrel, egy kiváló repülőgép-tervezővel. Tovább utazott Németországba, ahol meglátogatta a Fokker üzemet. Itt szintén repülési leckéket vett az üzem egyik fő pilótájától. Ezután visszatért az USA-ba, hogy beindítsa légibemutató karrierjét.
A légibemutatókon a következő öt évben húzónév volt, ha szerepelt, „Queen Bess” néven említették (=Bess királynő). A bemutatókat többnyire fontos eseményekhez időzítve tartották, a nézők szórakoztatására. Az újságok gyakran készítettek riportot vele. A négerek és a fehérek is csodálták.
Elsősorban egy kétfedelű Curtiss JN-4 „Jenny” géppel repült, de más gépekkel is, amik a légierő számára feleslegessé váltak.
Első amerikai légibemutatója 1922. szeptember 3-án volt, amit az első világháborús, feketékből álló 369-es gyalogsági ezred veteránjai tiszteletére tartottak. Az esemény a Curtiss Field-en zajlott (Long Island, New York), közel New York City-hez, az esemény támogatója Bessie Coleman barátja, Abbott volt és a Chicago Defender újság. Az eseményen nyolc további amerikai ász-pilóta vett részt, és az ugyancsak néger Hubert Julian ejtőernyős ugró. Hat héttel később visszatért Chicagóba, hogy lélegzetelállító figurákat hajtson végre (például „nyolcas”-t, hurkokat, földközeli repülést) a nagyszámú, lelkes közönség szórakoztatására a Checkerboard Airdrome-on (ma Hines Veterans Administration Medical Center, Hines, Illinois).

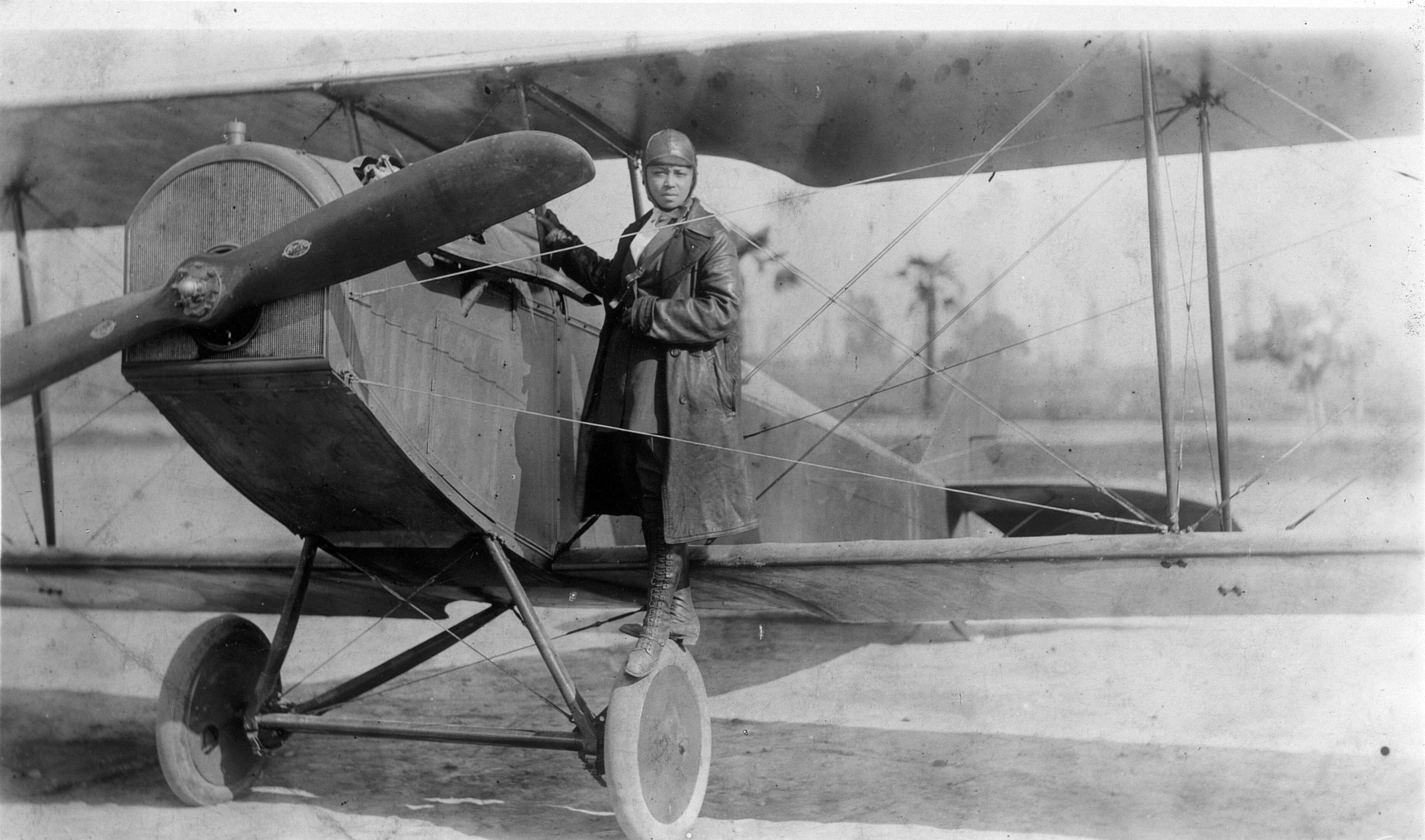
Bessie Coleman a repülőgépénél (1922 körül)

A sajtó gyakran kritizálta a szenzációhajhász repülési stílusa miatt, de elismerték, hogy elvállalt minden nehéz, veszélyes mutatványt és ezért tisztelték is. 1923. február 22-én Los Angelesben például eltörte a lábát és három bordáját, amikor a gépe lezuhant és a földbe csapódott.
Valamikor az 1920-as években egy előadókörúton Orlandóban találkozott Hezakiah Hill tiszteletessel és feleségével, Violával, akik meghívták, hogy lakjon velük a Mount Zion Missionary Baptist Church melletti paplakban (Parramore közelében). A lányukként bántak vele és meggyőzték, hogy maradjon ott; Coleman szépségszalont nyitott, amivel plusz pénzt tudott keresni, hogy saját repülőgépet vásárolhasson.
Média-kapcsolatain keresztül ajánlatot kapott egy egész estés filmben való szerepre a Shadow and Sunshine című filmben (=árnyék és napsütés) az afro-amerikai Seminole Film Producing Company-tól. Örömmel elfogadta a szerepet, mert azt gondolta, hogy a nyilvánosság segíti majd a karrierjében, és elegendő pénzt keres vele, amiből megnyithatja saját repülős iskoláját.
Amikor azonban megtudta, hogy rongyos ruhában kellene szerepelnie, sétapálcával, és a hátán egy batyuval,  visszautasította a szerepet. „Nyilvánvalóan az, hogy Bessie visszautasította a szerepet, elvi kérdés volt számára. Lehet, hogy sok mindent elvállalt, de a származásával kapcsolatban soha nem volt megalkuvó. Nem akarta a fehérek előítéleteit erősíteni a feketékkel kapcsolatban.” - írta róla Doris Rich.
Coleman nem élt elég hosszú ideig ahhoz, hogy saját repülős iskolát nyisson fiatal feketéknek, de a példamutatása elérendő céllá vált sok néger nő és férfi számára. „Bessie Coleman miatt” - írta róla William J. Powell hadnagy Black Wings című 1934-es könyvében, amit Bessie Coleman-nek ajánlott, „túlléptünk azon, ami rosszabb volt, mint a faji előítélet. Leküzdöttük a korlátokat magunkban és mertünk álmodni.” Powell egy szegregált (csak feketékből álló) egységben szolgált az első világháborúban, és fáradhatatlanul mellé állt a könyvében, az újságjaiban, és a Bessie Coleman Aero Club alapításával (amit 1929-ben alapított) a feketék repülésben való részvételének.

### Halála
1926. április 30-án Bessie Coleman Jacksonville-ben volt (Florida). Nemrég vásárolt magának egy Curtiss JN-4-et Dallasban. A gépet a szerelője és ügynöke, a huszonnégy éves William D. Wills hozta el számára. Willsnek azonban útközben három alkalommal kényszerleszállást kellett végrehajtania, mert a gép a karbantartás hiánya miatt rossz állapotban volt. Amikor ez a barátai és a családja tudomására jutott, megpróbálták lebeszélni róla, hogy ezzel a repülőgéppel repüljön, mivel az nem elég biztonságos.
A repülőgépet Wills vezette, Coleman a hátsó ülésben ült. Nem kapcsolta be a biztonsági övét, mert útközben szeretett volna ismerkedni a helyszínnel, ahol másnap repülni fog a géppel és abból majd ejtőernyős ugrást fog végrehajtani. A repülés megkezdése után mintegy tíz perccel a gép váratlanul dugóhúzóba került és zuhanni kezdett. A pördülés miatt Coleman nagyjából 600 méteres magasságban kiesett a gépből és azonnal meghalt, amint becsapódott a földbe. William Wills nem tudott úrrá lenni a zuhanáson, és a géppel együtt lezuhant. A gép kigyulladt és William Wills is meghalt. Bár a gép teljesen kiégett, a maradványok alapján rekonstruálni lehetett, hogy a rossz karbantartás miatt egy villáskulcs maradt a gépen és az akadályozta az irányítórendszer megfelelő működését.  Coleman 34 éves volt.

## Emlékezete
- Chicago, nyilvános könyvtár a nevét viseli
- O’Hare nemzetközi repülőtérhez vezető út
- Oaklandi nemzetközi repülőtér
- Tampai nemzetközi repülőtér, Florida
- Frankfurti repülőtér
- Chicago Cultural Center: emléktábla egykori lakóhelyén (41st és King Drive, Chicago)
- Néger repülősök virágokat szórnak a sírja közelében, miközben a temetője fölött repülnek el (Lincoln Cemetery (Cook County)).[21]
- A nizzai repülőtérhez vezető körforgalom a nevét viseli 2016 márciusa óta
- Bessie Coleman középiskola (Cedar Hill, Texas)
- Bessie Coleman Boulevard,  Waxahachie, Texas - ahol a családjával élt gyerekkorában
- B. Coleman Aviation repülősiskola (Chicago, nemzetközi repülőtér)[22]
- Bessie Coleman ösztöndíjak középiskolások számára, repüléssel kapcsolatban
- Az USA postaszolgálata 32-centes Bessie Coleman bélyeget bocsátott ki 1995-ben.[23]
- 2015. január 25-én Orlandóban a West Washington Street-et átnevezték a nevére[17]
- 2016-ban taggá választották a National Aviation Hall of Fame-be
- 2017. január 26-án a Google a kezdőlapján megemlékezett a 125. születésnapjáról[24]

## Fordítás
Ez a szócikk részben vagy egészben  a   Bessie Coleman című angol Wikipédia-szócikk fordításán alapul.  Az eredeti cikk szerkesztőit annak laptörténete sorolja fel. Ez a jelzés csupán a megfogalmazás eredetét és a szerzői jogokat jelzi, nem szolgál a cikkben szereplő információk forrásmegjelöléseként.